# Hilara trigemina
Hilara trigemina är en tvåvingeart som beskrevs av Gabriel Strobl 1909. Hilara trigemina ingår i släktet Hilara och familjen dansflugor. Inga underarter finns listade i Catalogue of Life.